# Gottlieb Donatus Menzel
Gottlieb Donatus Menzel (ur. 1770, zm. 1838) – pruski prawnik, nadburmistrz Wrocławia od 1833 roku.

## Życiorys
Zdobył wykształcenie prawnicze. Od 1806 roku pracował w magistracie jako miejski syndyk. W tym czasie współtworzył podstawy prawne organizacji władz miejskich, był autorem statutu organu władzy wykonawczej, zawierającego zakres kompetencji poszczególnych organów. Podczas pierwszego Zgromadzenia Radnych Miejskich wygłosił uroczystą mowę powitalną. Po wprowadzeniu w nowym statucie funkcji burmistrza i nadburmistrza został wybrany na burmistrza Wrocławia w 1812, na którym to stanowisku przez 11 lat ściśle współpracował z Kospothem. Był członkiem deputacji szkolnej i finansowej. Podlegali mu kupcy, zwłaszcza bogaci kramarze. W 1812 odpowiadał także za równouprawnienie Żydów zgodnie z pruskim edyktem emancypacyjnym.
Po śmierci swojego poprzednika w kwietniu 1832, na początku 1833 objął wakujące stanowisko nadburmistrza Wrocławia. Zmarł w 1839 i został pochowany na Wielkim Cmentarzu.
Został upamiętniony portretem wiszącym w Sali Książęcej wrocławskiego Ratusza. Odznaczony orderem Czerwonego Orła.